# Lance Mallalieu
Edward Lancelot Mallalieu (14 mars 1905 - 11 novembre 1979), connu sous le nom de Lance Mallalieu, est un homme politique britannique .

## Biographie
D'origine huguenote, fils de Frederick Mallalieu, député, les ancêtres de Mallalieu se sont installés à Saddleworth au début des années 1600, où ils vivent dans des conditions modestes en travaillant comme tisserands. Le père de Frederick Mallalieu, Henry (1831-1902), est un homme d'affaires autodidacte, commençant à l'âge de douze ans comme tisserand à la main, mais devenant fabricant de laine, président de sociétés sidérurgiques et magistrat ,,,.
Lancelot Mallalieu fait ses études à la Dragon School, Oxford ,Cheltenham College et Trinity College, Oxford .
Aux élections générales britanniques de 1931, Mallalieu est élu député du Parti libéral pour Colne Valley. Sa victoire est notable car c'est un gain sur le parti travailliste malgré la présence d'un candidat conservateur, inhabituel pour 1931. Son prédécesseur est le chancelier travailliste de l'Échiquier Philip Snowden, qui a décidé de se retirer. Son père Frederick Mallalieu a été député au même siège de 1916 à 1922.
Mallalieu est membre du principal groupe libéral au parlement dirigé par Herbert Samuel. Il suit son chef dans l'opposition en 1933. Il sert jusqu'aux élections générales de 1935, quand il perd son siège face à Ernest Marklew du Labour.
Après avoir rejoint le Parti travailliste, il retourne à la Chambre des communes en 1948, lors d'une élection partielle le 24 mars dans la circonscription de Brigg, où il est député jusqu'à sa retraite en 1974. Il est vice-président des Communes de 1971 à 1974.

## Famille
Le frère d'Edward Mallalieu, William Mallalieu, est député travailliste de Huddersfield de 1945 à 1950, puis de Huddersfield East de 1950 à 1979. La fille de Sir William Mallalieu, Ann, est pair depuis 1991. 